# 가부키초

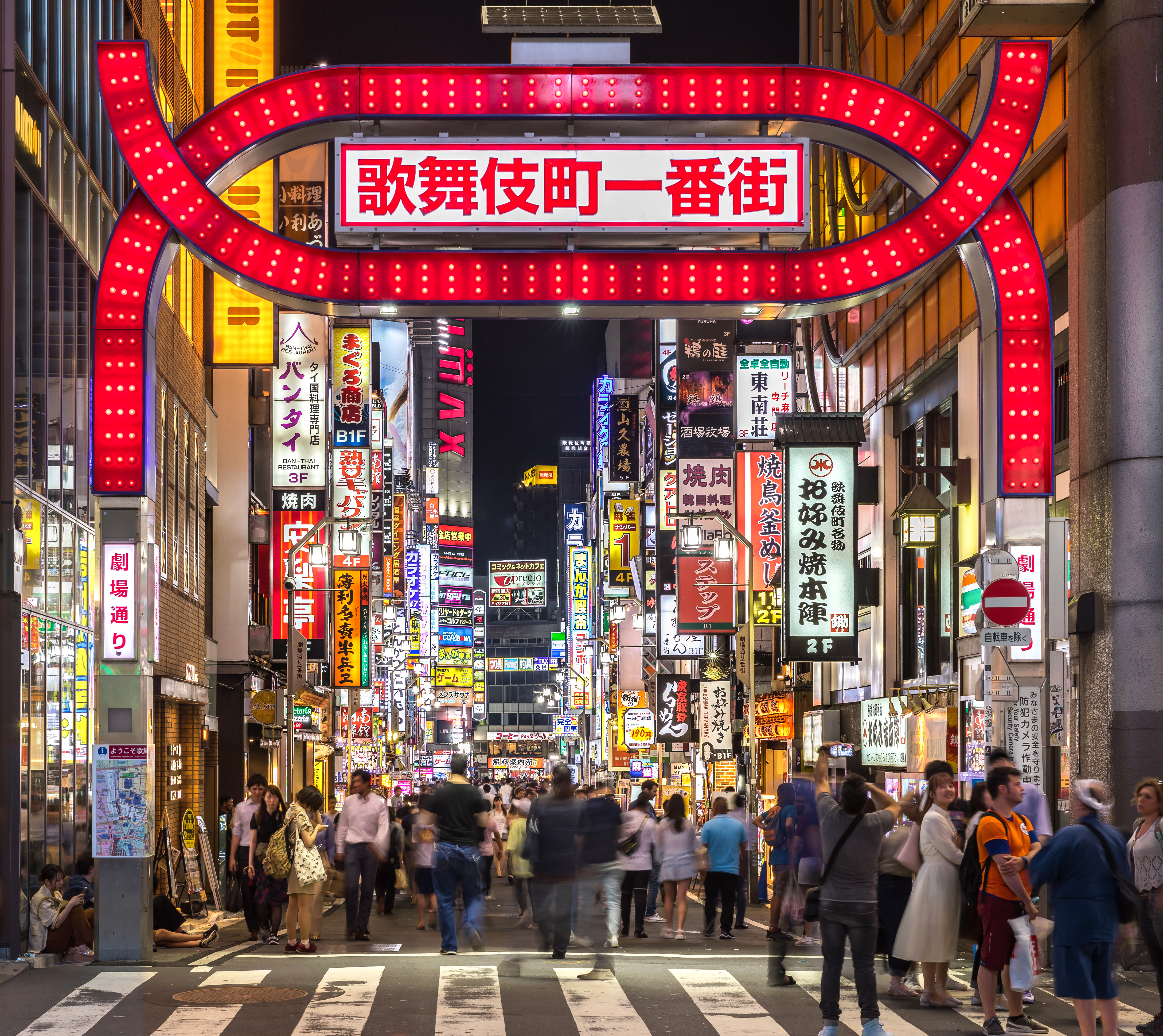
가부키초의 야경

가부키초(일본어: 歌舞伎町)는 일본 도쿄도 신주쿠구에 있는 조초이자 번화가이다. 인구는 2019년 12월 1일 기준으로 2,486명이다.

## 지리

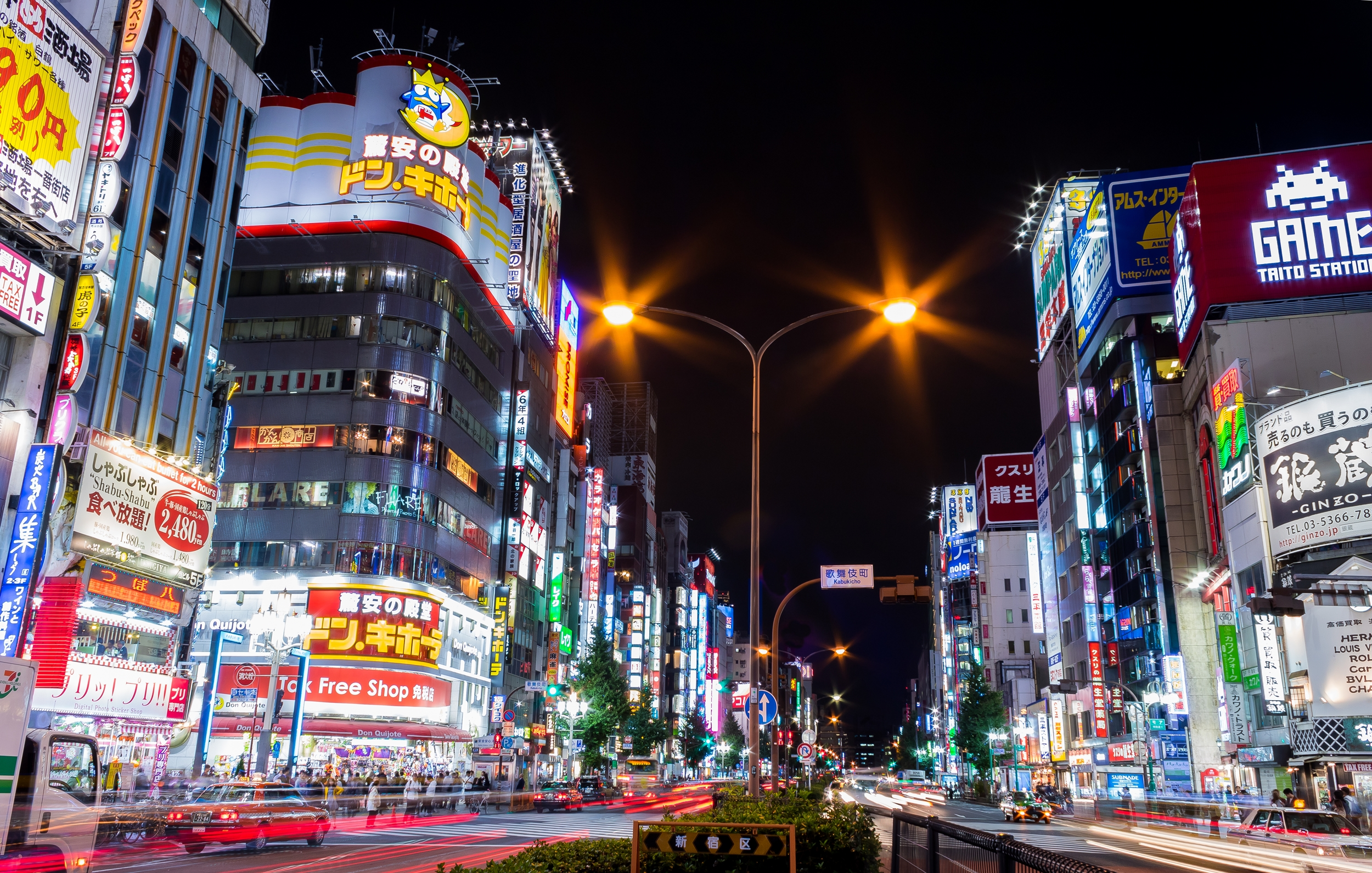
야스쿠니도리(靖国通)에서 본 밤의 가부키초

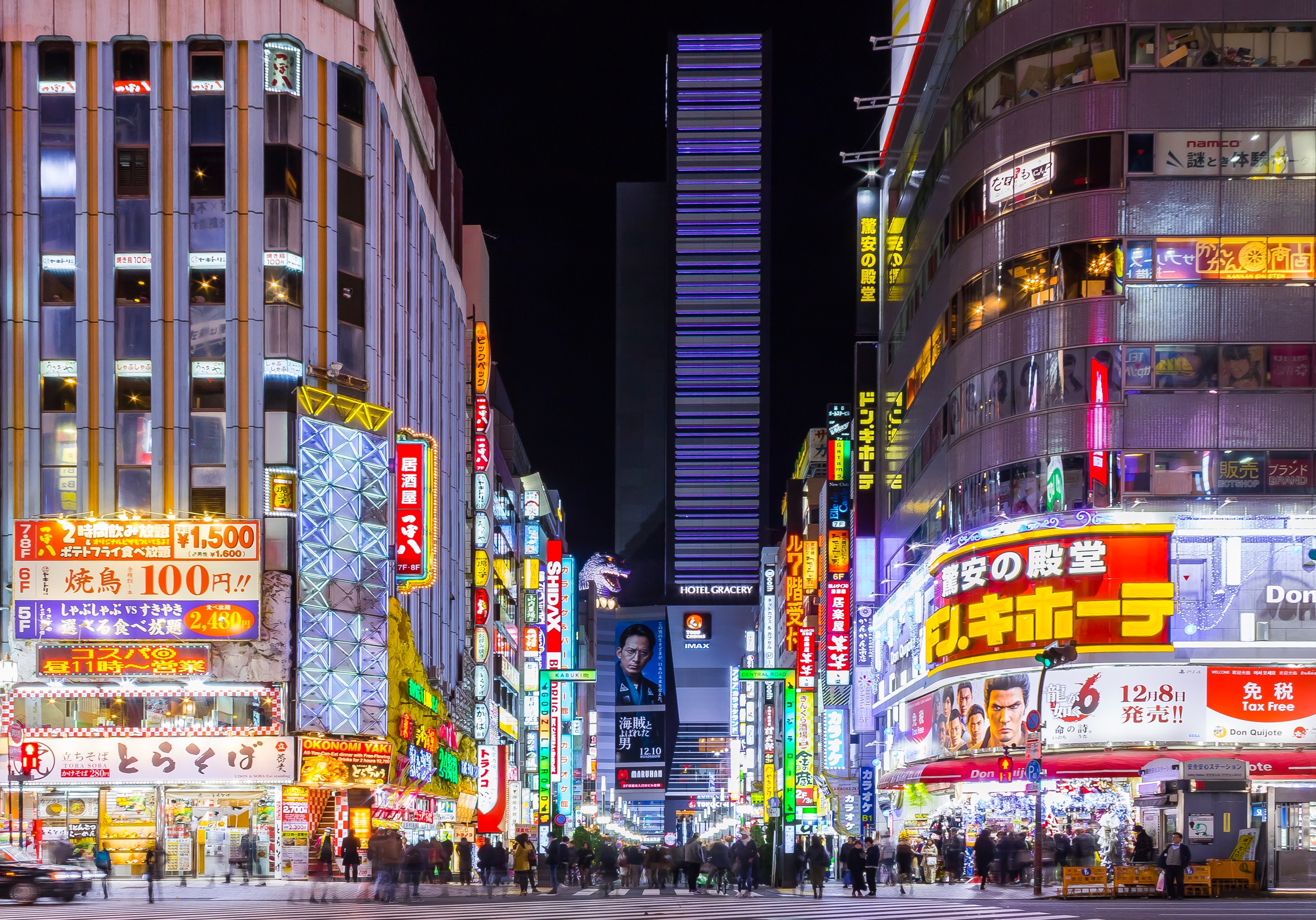
신주쿠 도호 빌딩(구 코마극장)으로 이어지는 센트럴로드

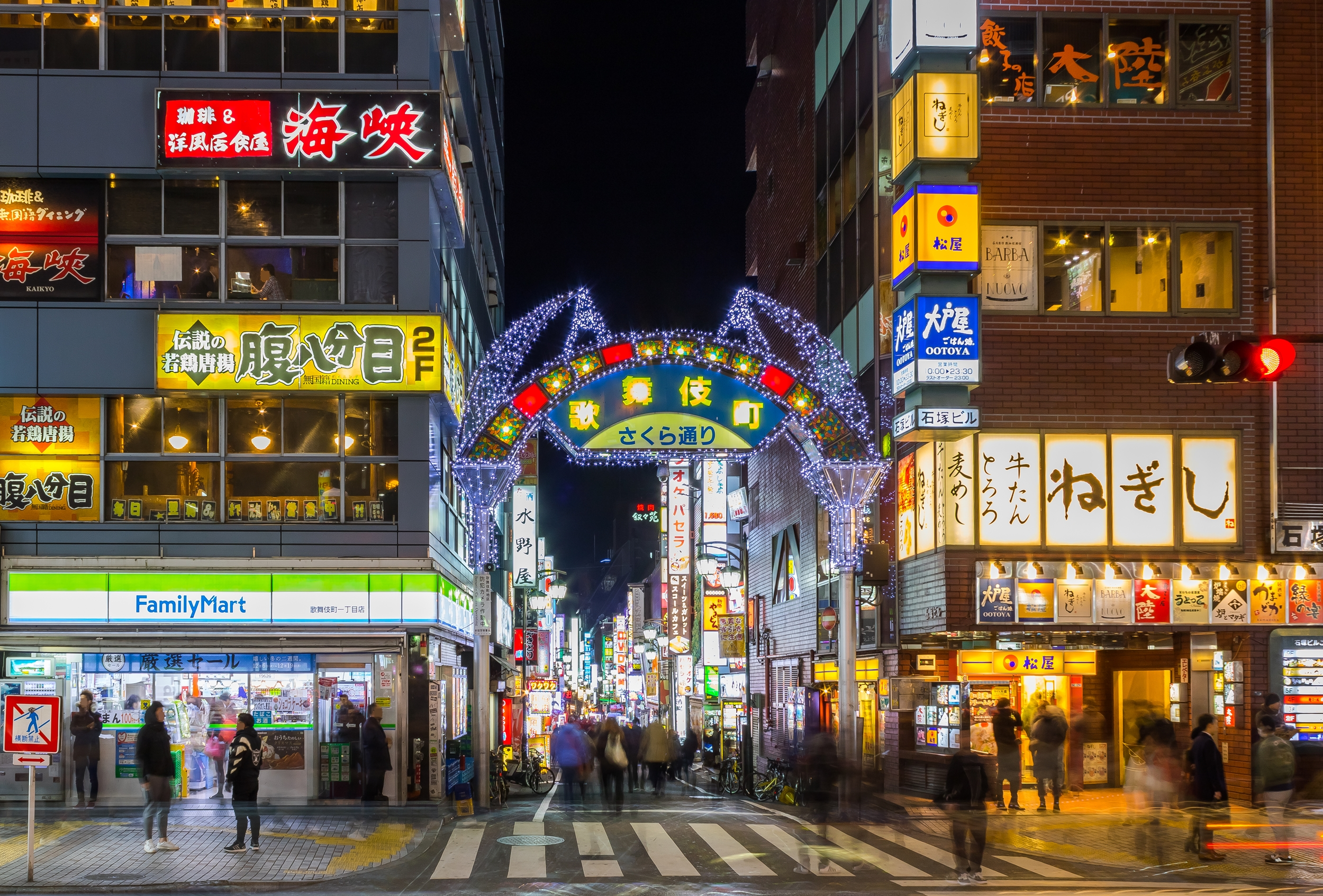
사쿠라도리

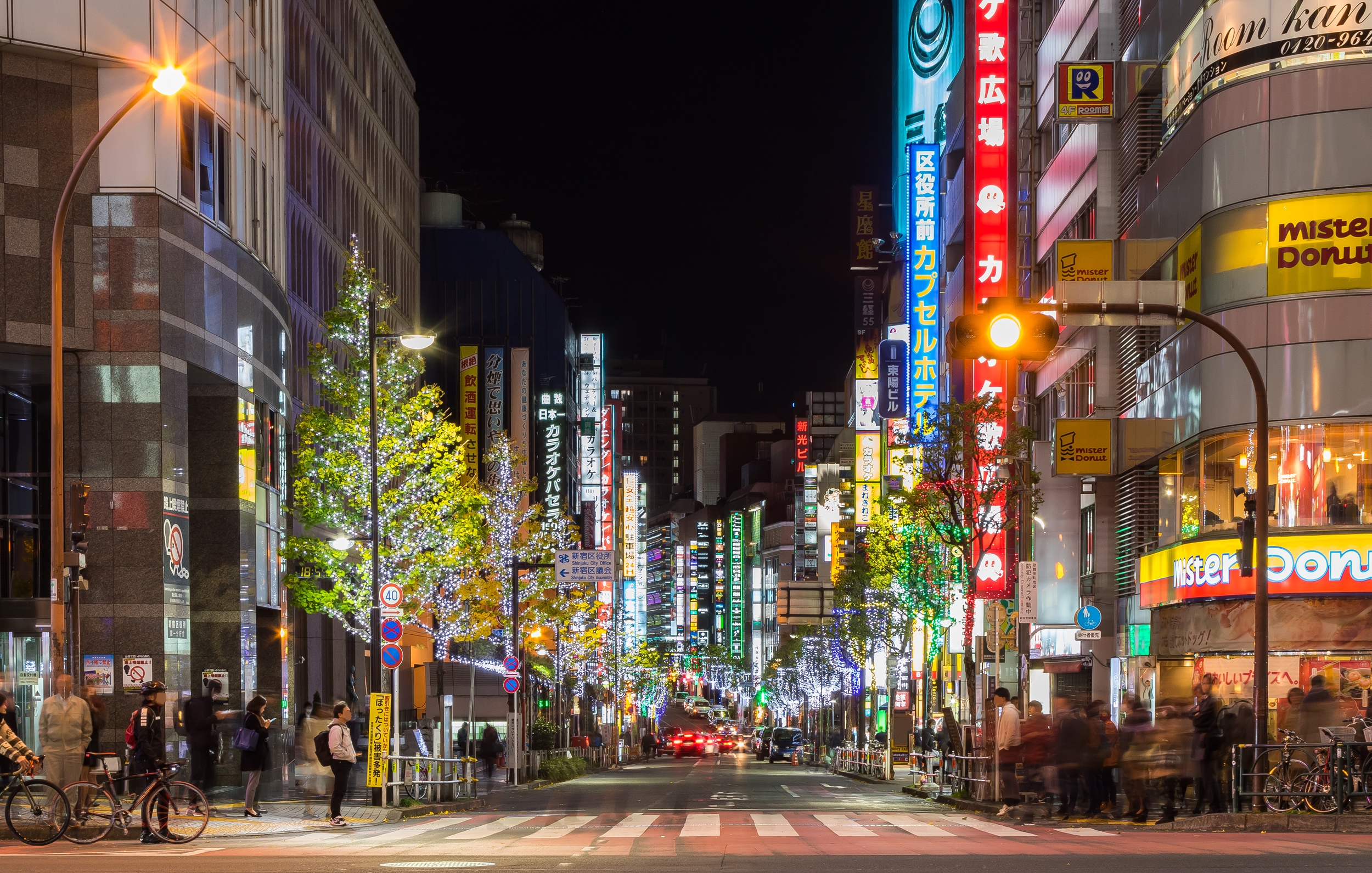
구야쿠쇼도리(왼쪽 건물이 신주쿠구청)

도쿄도 신주쿠구에 위치하며, 신주쿠역 북동부에 자리잡고 있다. 이곳은 음식점, 오락시설, 영화관 등이 밀집해 있는 일본 최대의 환락가로, 삿포로의 스스키노, 후쿠오카의 나카스(中洲)와 함께 "일본 3대 환락가"로 불린다.
가부키초는 메이지도리(明治通り, 동쪽), 야스쿠니도리(靖国通り, 남쪽), JR 주오선(JR中央線, 서쪽), 쇼쿠안도리(職安通り, 북쪽)에 둘러싸인 지역에 위치하나 하조노신사(花園神社)의 부지와 그 남북 일대는 제외된다. 철도 접근 시, 신주쿠역(JR 및 기타 노선) 동쪽 출구나 세이부신주쿠역(西武新宿駅)이 가장 가깝고, 도에이 지하철 오에도선의 경우 신주쿠니시구치역(新宿西口駅)이나 히가시신주쿠역(東新宿駅)이 가깝다. 가부키초이치방가이(歌舞伎町一番街, 극장 거리), 센트럴 로드, 사쿠라 도리(さくら通り), 세이부신주쿠도리(西武新宿通り), 히가시도리(東通り), 구야쿠쇼도리(区役所通り) 등이 있으며, 세이부신주쿠역에서 내리면 바로 가부키초가 펼쳐진다.
만화 카페・넷카페, 음식점・이자카야(居酒屋), 카바레, 호스트클럽, 걸즈바, 러브호텔, 풍속점, 파칭코점 등이 밀집해 있다. 이곳은 "밤의 거리", "잠들지 않는 거리"로 불리며, 심야에도 네온사인이 밝게 빛나고 인파와 호객 행위가 많다. 또한, 돈키호테 앞, 센트럴로드에는 스카우터와 호스트에 의한 캐치 행위, 수상쩍은 호객 행위 및 포주들의 활동 등 합법적・비합법적 요소들이 뒤섞여 있어 독특한 가부키초 특유의 퇴폐적인 분위기를 형성하며 "동양 제일의 환락가"라고도 불린다. 술집 거리로 유명한 신주쿠 골든가이(新宿ゴールデン街)와 신주쿠 구청(新宿区役所)도 가부키초 내에 위치해 있다.
가부키초는 1초메(一丁目)와 2초메(二丁目)로 나뉘며, 대략 하나미치 도오리(花道通り)를 경계로 남쪽과 세이부 신주쿠역(西武新宿駅) 주변 일대가 가부키초 1초메, 북쪽이 가부키초 2초메로 구분된다.

### 가부키초 1초메
1초메 서쪽에는 최근까지 흥행가였던 구역이 있다. 동쪽으로 가면 신주쿠 구청(新宿区役所)이 있으며, 구청 도로를 건너면 신주쿠 골든가이(新宿ゴールデン街)가 위치해 있다. 뒷골목에는 음식점, 성인 유흥업소, 성인용품점 등이 밀집해 있다. 니시신주쿠역(西武新宿駅) 빌딩에는 복합 쇼핑몰이 있으며, 최근에는 대형 할인점 체인도 진출했으나, 야스쿠니 도오리(靖国通り)를 사이에 둔 신주쿠 삼초메(新宿三丁目)에 비해 물품 판매점은 적다.
2015년에는 신주쿠 코마극장(新宿コマ劇場) 부지에 실물 크기의 고질라 헤드가 특징인 신주쿠 도호 빌딩이 개업하였다. 신주쿠 도호 빌딩 옆 광장에 모이는 청소년들은 '토요코 키즈'(トー横キッズ)라 불리며, 범죄의 온상이 되는 등 사회적 문제로 대두되고 있다. 2017년 12월 19일에는 SCRAP이 운영하는 상설 오락 시설 '도쿄 미스터리 서커스'(東京ミステリーサーカス)가 문을 열었고, 2023년에는 신주쿠 도큐 밀라노(新宿TOKYU MILANO) 부지를 재개발한 도큐 가부키초 타워(東急歌舞伎町タワー)가 개업하였다.
경시청이 발표한 '레이와 5년 구・시・정의 동별・범죄 종류별・수법별 인지 건수'에 따르면, 2023년에 발생한 범죄 인지 건수는 가부키초 일초메에서 756건으로, 도쿄 23구 내에서 두 번째로 높은 범죄 발생 수치를 기록했다 (2초메는 네 번째로 많았다).

### 가부키초 2초메
서쪽에는 도쿄도 보건의료공사 오쿠보 병원과 도쿄도 건강 플라자 하이지아가 있으며, 동쪽에는 러브호텔 거리가 넓게 펼쳐져 있다. 구청 도로 부근에는 클럽, 호스트클럽 등이 많이 위치해 있으나, 1초메와 달리 성인 유흥업소는 눈에 띄지 않는다. 또한, 쇼쿠안 도리(職安通り)와 메이지 도리(明治通り) 주변에는 오피스 빌딩과 맨션이 즐비하다.
쇼쿠안 도리에는 길 이름의 유래가 된 하로워크 신주쿠(ハローワーク新宿) 가부키초 청사(歌舞伎町庁舎)가 위치해 있으며, 주로 고용자 측의 구인 접수 창구 역할을 한다 (실업급여 등 고용보험 지급 및 구직 상담은 서신주쿠 청사에서 진행된다). 또한, 도쿄 내에서 손꼽히는 코리아타운인 오쿠보(大久保)와 인접해 있어 한국 요리점과 식품 소매점도 있다. 최근에는 토요코 광장(トー横広場) 근처의 오쿠보 공원(大久保公園)과 오쿠보 병원 주변에서 노상 매춘 행위인 "타칭보"(立ちんぼ)가 성행하여 문제로 지적되고 있다.

## 역사

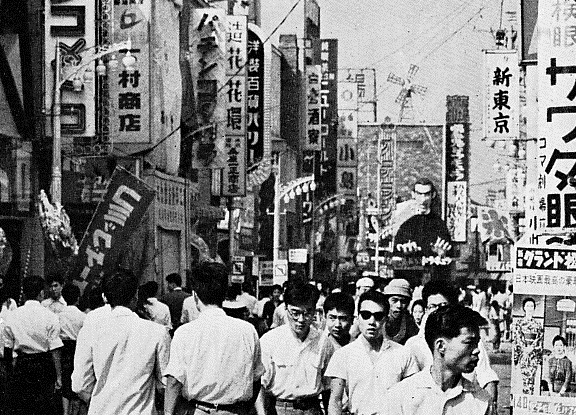
1960년대의 모습

대부분의 지역은 신주쿠구 발족 이전에 구 요도바시구에 속했던 곳이며, 산코초(三光町)는 구 요쓰야구(四谷区)에 속했다. 원래 이곳은 오쿠보라는 이름의 유래가 된 저습지대로, 구 오무라번(大村藩) 번주였던 오무라씨 저택이 있었던 곳이며, 메이지 이후에는 오리 사냥터로 사용되었다. 초기에는 츠노하즈무라(角筈村)에 속했으며, 1889년부터는 요도바시마치(淀橋町)의 일부가 되었다. 당시 지명은 1초메가 츠노하즈 10닌초(十人町) 및 야바(矢場), 2초메(二丁目)가 니시오쿠보(西大久保) 미나미우라(南裏), 히가시오쿠보(東大久保) 츠노하즈우라(角筈裏) 및 신덴우라(新田裏)였다.
1893년, 요도바시 정수장 건설과 함께 남은 흙으로 인해 오리 사냥터의 연못이 메워지며 개발이 이루어졌다. 1920년에는 도쿄부립 제5고등여학교(현재의 도쿄도립 후지고등학교・부속 중학교)가 이곳에 개교했으며, 이 학교 주변은 조용한 고급 주택가로 발전해 장관과 군인의 저택이 자리잡았다. 1932년에는 도쿄시에 요도바시구로 편입되어 도시화가 진행되었다.
1945년 도쿄 대공습으로 인해 전 지역이 잿더미가 되었으나, 전후에 이시카와 에이요(石川栄耀)와 스즈키 기헤에(鈴木喜兵衛) 등이 "가부키 연무장(歌舞伎の演舞場)을 건설해 이를 중심으로 예능 시설을 모아, 신 도쿄에서 가장 건전한 가족 중심지를 건설한다"는 복구 계획안을 마련하였다. 이 도시 계획에 따라 담당자 이시카와 에이요의 제안으로 새로운 거리가 가부키초(歌舞伎町)라는 이름을 얻게 되었다. 그러나 재정 문제 등으로 인해 구상은 실현되지 못했고, 신주쿠 코마 극장(新宿コマ劇場)이 건설되는 데 그쳤다.
1950년 4월부터 6월에 걸쳐 가부키초에서 도쿄 문화 산업 박람회(東京文化産業博覧会)가 개최되었다. 박람회는 요시다 시게루(吉田茂) 총리를 명예 총재로 내세웠으나 큰 실패로 끝났으며, 5400만 엔의 대출금과 900만 엔의 세금 적자를 남겼다. 건물은 공매에 붙여졌고 소유권은 분산되었으나, 현재의 극장가의 원형이 형성되었다.
1952년, 세이부신주쿠역(西武新宿駅)이 개업하였다. 세이부 신주쿠선은 신주쿠역 동쪽 출구로 들어올 계획이었으나, 임시역으로 바닥이 나무로 된 상태였다. 1960년대 중반이 되면서 다양한 음식점, 영화관, 볼링장, 사우나, 배팅 센터뿐만 아니라 러브호텔과 터키탕과 같은 시설이 눈에 띄기 시작했다.
1960년대 후반에는 신주쿠 전역에서 학생 운동 및 사회 운동과 관련된 시위가 열렸으며, 1968년 10월 21일에는 국제 반전의 날을 계기로 신주쿠역 동쪽 출구 일대에서 신주쿠 소란 사건이 발생하였다. 또한, 다음 해인 1969년 10월 21일에도 일부 국제 반전의 날 시위대가 폭도로 변하여 산코초(三光町, 현재의 일초메) 부근에서 폭도가 주차된 자동차를 뒤집고 방화하는 등 일대가 혼란에 휩싸이는 사건이 있었다.
1976년부터 다음 해 2월까지 '화요일 방화범 사건'이 발생해 가부키초의 여러 음식점 등이 표적이 되었고, 방화로 인해 소실된 가게들도 있었다.
1977년에는 현재의 세이부 신주쿠역 빌딩이 완공되어 신주쿠 프린스 호텔과 세이부 신주쿠 페페가 영업을 시작하였다. 세이부 신주쿠선은 버블경제 동안 신주쿠역 동쪽 출구 진입 계획이 다시 수면 위로 떠올랐으나, 가부키초 상가 진흥 조합과 신주쿠 사브나드(新宿サブナード, 신주쿠 지하 주차장 주식회사) 등의 반대와 버블 붕괴 등의 영향으로 결국 실현되지 않았다. 현재 세이부 신주쿠역은 하루 약 18만5천 명의 승객이 이용하는 터미널 역으로 기능하고 있다.
1978년 6월 24일, 친목회를 열던 다쿠쇼쿠 대학(拓殖大学)과 고쿠시칸 대학(国士舘大学) 학생들 간에 우발적으로 충돌이 발생하였다. 양측이 교복 차림으로 분수대 주변에서 난투극을 벌이며 소란을 일으켰고, 고쿠시칸측에 부상자가 발생하여 이후 타쿠쇼쿠 대학 학생들의 다수가 퇴학 처분을 받았다. 이후 우파, 좌파 계열 학생들에 의한 소란은 축소 및 분산되는 경향을 보였다.
1978년 8월 25일, 경시청은 신주쿠 경찰서와 요츠야 경찰서와 공동으로 '신주쿠 지역 환경 정화 본부'(新宿地区環境浄化本部)를 설치하여 가부키초를 포함한 신주쿠 일대의 단속을 강화했다. 연말까지 약물을 다루는 폭력단원 검거와 무허가 디스코 영업 등 풍속영업법 위반 단속이 이어졌다. 같은 해 9월에는 가부키초를 거점으로 하는 대만인 그룹 간의 갈등과 항쟁이 격화되어 살인 미수 등의 혐의로 미성년자가 검거되었다. 1981년에는 신주쿠 러브호텔 연쇄 살인 사건, 1982년에는 신주쿠 가부키초 디스코 살인사건 등 흉악 사건들이 잇따라 발생했다.
2002년경, 이시하라 도쿄도지사의 의지에 따라 가부키초에 대한 단속이 강화되었다. 같은 해에는 가부키초에 감시 카메라가 설치되기 시작했으나, 폭력단 간부가 중국인에게 피살되는 등의 사건이 발생하였다. 2003년 4월부터 1,000명 이상의 경찰관이 동원되어 유흥업소와 폭력단을 대상으로 한 일제 단속 '가부키초 정화 작전'이 시행되었다. 반복되는 단속 결과, 2005년까지 약 200개의 유흥업소가 폐업에 이르고 외국인도 1,000명 이상 검거되었다. 또한 호객 행위를 금지하는 도쿄도 불편방지조례 및 바가지 방지조례가 개정되어 악질적인 업소가 감소하고, 고객층이 변화하는 전환점이 되었다.
옛 신주쿠 코마극장 부근은 중앙 광장을 여러 영화관이 둘러싼 형태였으나, 2008년 이후 영화관들이 잇따라 폐쇄되었고, 2014년 12월 31일에 신주쿠 도큐 문화회관 내의 신주쿠 밀라노좌(新宿ミラノ座)가 폐관하면서 가부키초 내 영화관이 일시적으로 모두 사라졌다. 그러나 2015년 4월 17일, 신주쿠 코마극장 부지에 시네마 콤플렉스인 TOHO 시네마즈 신주쿠가 개업하였다.
'동양 제일의 환락가'로 불려온 가부키초는 2010년대 들어 더욱 변모하여 3,000여 개의 바, 카바레, 러브호텔 등이 밀집하면서 '욕망의 미궁'이나 '외국인 노동자의 신 거주지' 등으로도 평가받고 있다. 가부키초는 세계 유수의 야간 번화가로 손꼽히며, 2010년대 후반에는 중국과 한국을 포함한 관광객이 증가하여, 낮 시간에도 관광 가이드가 이들을 이끄는 모습을 자주 볼 수 있다.
2012년, 도쿄도는 가부키초 1초메와 2초메를 불편방지조례에 따라 호객 행위나 스카우트 행위, 이러한 행위를 위해 대기하는 행위를 금지하는 구역으로 지정하였다.
2019년 10월 1일, 도쿄도는 가부키초를 포함한 신주쿠 번화가를 폭력단 배제 특별 강화 지역으로 지정하였다. 폭력단과 유흥업소, 음식점 간의 ‘미카지메료’(みかじめ料, 보호비) 거래 및 편의 제공이 금지되었으며, 위반자는 지불자 측이라도 1년 이하의 징역 또는 50만 엔 이하의 벌금형을 받을 수 있다.
2020년 4월 1일, 신주쿠구는 구 내에서 3월 하순부터 코로나19 감염자가 급증했다고 발표하였다. 심야에서 이른 아침까지의 접객업 종사자들 중 다수가 코로나19에 감염된 것으로 확인되었으나, 감염 경로와 밀접 접촉자에 대한 협조를 얻지 못했다. 같은 해 4월 10일, 도쿄도는 감염 확산을 막기 위해 다수의 시설에 휴업 요청을 시행하였다. 나이트클럽 등 접객업소가 대상에 포함되면서 가부키초의 인파가 급감하였다. 같은 해 5월에 긴급사태 선언이 해제된 이후에도 고이케 유리코(小池百合子) 도지사는 주요 감염원이 “밤의 거리”라고 거듭 지적하였다. 6월에 접어들면서 PCR 검사에 동의하는 업소들이 나타났고, 호스트클럽 등에서 집단 감염이 확인되었다. 또한, 6월경부터 가부키초 일부를 차지한 폭력단과 여성 접객업 종사자를 스카우트하는 그룹 간의 갈등이 발생하여, 다수의 스카우트가 습격을 당하고 8월경까지 자취를 감추는 사건도 있었다.
2018년경부터 신주쿠 TOHO 빌딩 주변, 특히 빌딩 동쪽 골목과 시네시티 광장(옛 코마 극장 앞 광장)이 “토요코”(トー横)라 불리며 자연스럽게 젊은이들이 모이는 장소가 되었다. 이곳에는 불안정한 가정 환경을 겪는 10대 청소년들도 모이게 되면서 “토요코 키즈”(トー横キッズ)라고 불리게 되었다. 인플루언서들이 이를 SNS에 전파하며, “#토요코계”(#トー横界隈)라는 해시태그의 인지도 역시 상승하였다. 경시청이 2021년에 이들 중 약 180명을 단속하였으며, 2022년에도 감시 강화가 계속되어 7월 18일과 12월 11일에 각각 100명 이상의 사복 경찰이 투입되어 20여 명이 보도되었다.
2022년부터 오쿠보 공원 주변에서 ‘타칭보’(立ちんぼ, 노상 매춘부)가 급증하였다. 경시청은 2022년에 매춘방지법 위반으로 51명을, 2023년 1월부터 9월까지 80명을 현행범으로 체포하였다. 여성들의 대부분이 호스트클럽과 남성 지하 아이돌에 빠져 생긴 빚을 갚기 위한 목적이었기 때문에, 2023년 9월 22일에는 호스트클럽 등 110개 업소에 풍속영업법에 따른 일제 점검이 이루어졌다. 같은 해 노상에서 호스트클럽 종업원이 살인 미수 사건을 당하는 일도 발생하였다. 이러한 배경 속에서 신주쿠구청장과 호스트클럽 경영자들 간의 회의가 열려 미수금을 줄이는 방안을 확인하였다. 2024년 1월, 도쿄도 공안위원회는 호스트클럽 2곳을 풍속영업법 및 바가지 방지 조례 위반으로 영업 정지 처분하였으며, 같은 해 4월에는 경시청이 호스트클럽 종업원을 매춘방지법 위반(고객 대기)의 교사 혐의로 적발하였다. 이로 인해 가부키초 주변의 노상 매춘은 점차 감소하였다.

## 치안

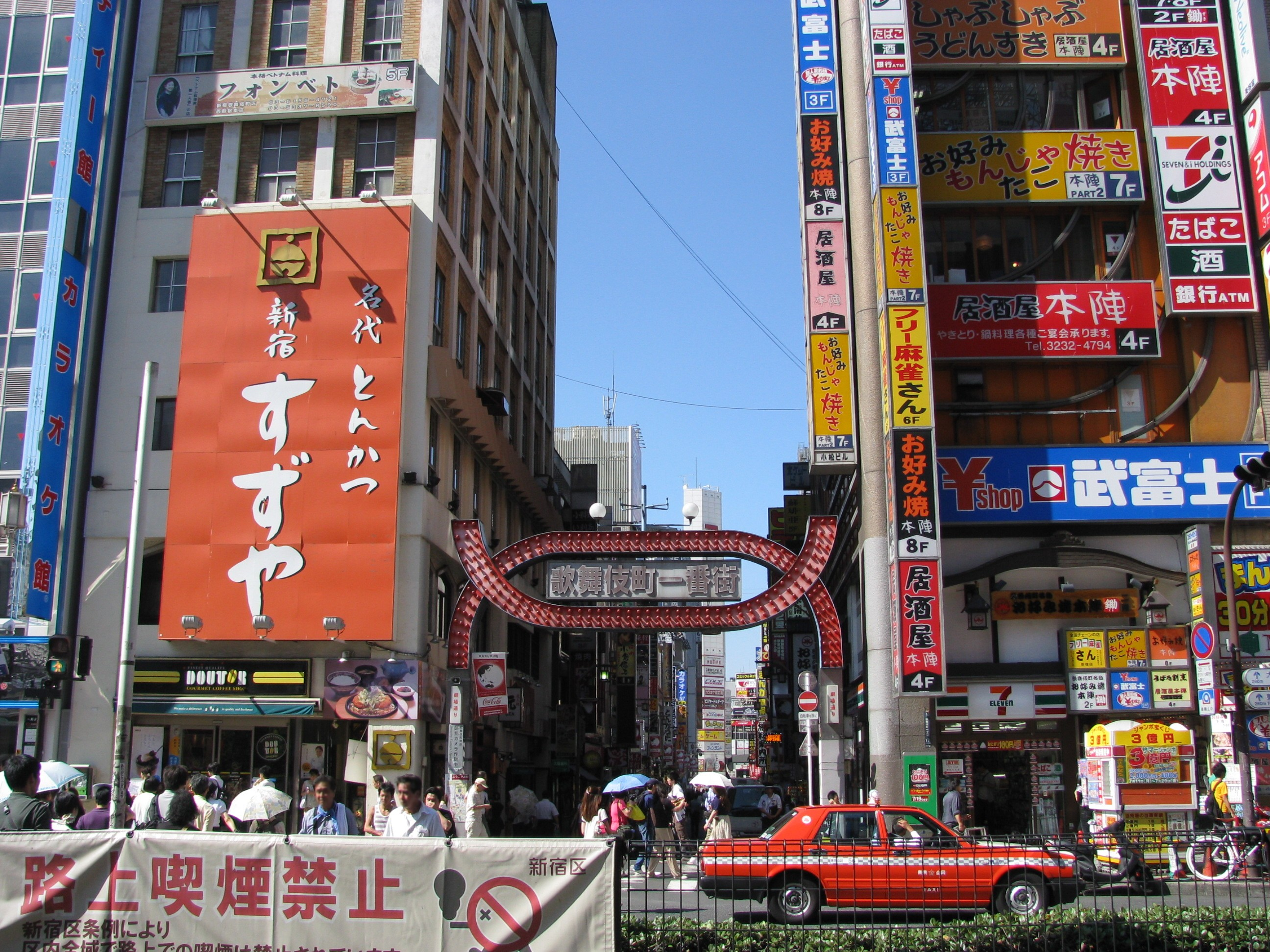
가부키초 일번가입구는 오피스와 영화관 등이 위치해 있어 낮에도 사람이 많다.

2000년대에 들어 생활안전조례의 제정과 순찰 강화 등으로 단속이 엄격해졌다. 2002년 2월에는 50대의 방범 카메라가 설치되었으며, 그 후 범죄가 상당히 감소하여 효과가 있었다고 평가되었다.
2001년 9월 1일 발생한 가부키초 빌딩 화재는 사망자 44명을 낳았고, 방재 및 인권 문제와 함께 언론과 여론의 큰 관심을 끌었다.
가부키초의 암시장에서는 보료쿠단인 스미요시회 코헤이 일가(住吉会幸平一家) 가토 연합회가 주요 구역을 장악하고 있으며, 야마구치구미(山口組), 이나가와회(稲川会), 극동회(極東会), 마츠바회(松葉会) 등 도쿄에 기반을 둔 조직 산하 단체들도 거점을 두고 있다. 2004년 기준으로 약 120곳의 보료쿠단 사무소가 존재하며, 약 1,000명의 조직원이 있는 것으로 추정된다.
1980년대에서 1990년대에 걸쳐 대만과 중국의 암흑 사회에 의한 절도, 도박 및 항쟁이 문제가 되었으며, 가부키초에서 불법 체류 외국인의 조직 범죄도 많았다. 그러나 2003년 도쿄 입국관리국의 출장소가 가부키초에 설치되면서 불법 체류자 단속이 진행되어 크게 감소했다. 그 이전에는 불법 체류 단속 대상자 중 중국, 한국, 태국, 러시아 국적이 75.6%를 차지하며 13개국에 이르렀다.
2003년, 당시 도쿄도지사였던 이시하라 신타로(石原慎太郎)는 “이 상황을 오늘날까지 방치한 것은 일본의 수도로서 국제적으로 부끄러운 일”이라며, 히로시마현 경찰본부장이었던 다케하나 유타카(竹花豊)를 치안 담당 부지사로 초빙해 가부키초의 치안 회복에 착수했다. 이에 호응하여 자유민주당은 같은 해에 '치안 회복 매니페스토'를 내걸었고, 일본 정부도 '범죄 대책 각료 회의'를 설치하여 지원에 나섰다. 2004년 말, 다케하나의 주도 하에 '가부키초 정화 작전'이 시행되었으며, 방범 카메라 증설, 인력 강화, '깨진 유리창 이론'에 따른 경범죄 철저 단속, 업소 단속 등이 적극적으로 추진되었다. 이 과정에서 성인 유흥업소 및 성인용품점 등이 폐업하게 되었으며, 2005년 다케하나가 파견 해제 후 경찰청으로 복귀한 이후에도 경시청의 중점 단속이 계속되었다.
한편, 물밑에서 논의되던 대규모 재개발과 폭력단 추방 등을 목표로 한 ‘가부키초 르네상스’ 계획의 제1회 회의가 2004년 후반에 공개적으로 열렸다. 이듬해 2005년 1월에는 ‘가부키초 르네상스 추진 협의회’가 발족되었고, 같은 해 4월에는 도쿄도 조례 개정(통칭: 호객 행위 금지 조례)이 시행되었으며, ‘가부키초 르네상스’ 계획의 시작을 알리는 이벤트도 개최되었다.
2019년경부터 신주쿠 TOHO 빌딩 주변에 모이는 젊은이들을 “토요코 키즈”(トー横キッズ)라고 부르기 시작했으며, 중학교 입시를 치른 10대 청소년들이 비행에 빠지거나 범죄에 연루되는 사례가 발생하고 있다. 2022년에는 자신을 토요코의 왕이라 자칭하던 남성이 성범죄 가해자로 체포되기도 했다. 오사카의 “구리시타”(グリ下), 나고야의 “돈요코”(ドン横) 등 다른 지역에서도 토요코의 파생 개념이 생겨 문제로 떠오르고 있다.
2023년까지 호스트클럽에서는 지불 능력이 낮은 여성 고객에게 고액 요금을 청구한 후 “미수금” 등의 명목으로 호스트가 대금을 대신 결제하고, 이를 갚기 위해 여성 고객이 매춘을 하도록 강요하는 등의 악질적인 행위가 잇따랐다. 경시청은 같은 해 12월 15일부터 16일에 걸쳐 가부키초에 있는 약 300개 호스트클럽 전체에 대해 풍속영업법에 따른 일제 단속을 실시했다. 영업하지 않은 업소를 제외한 176개 업소에 대해 조사한 결과, 75%에 해당하는 132개 업소에서 위반 사항이 확인되었다.

## 갤러리

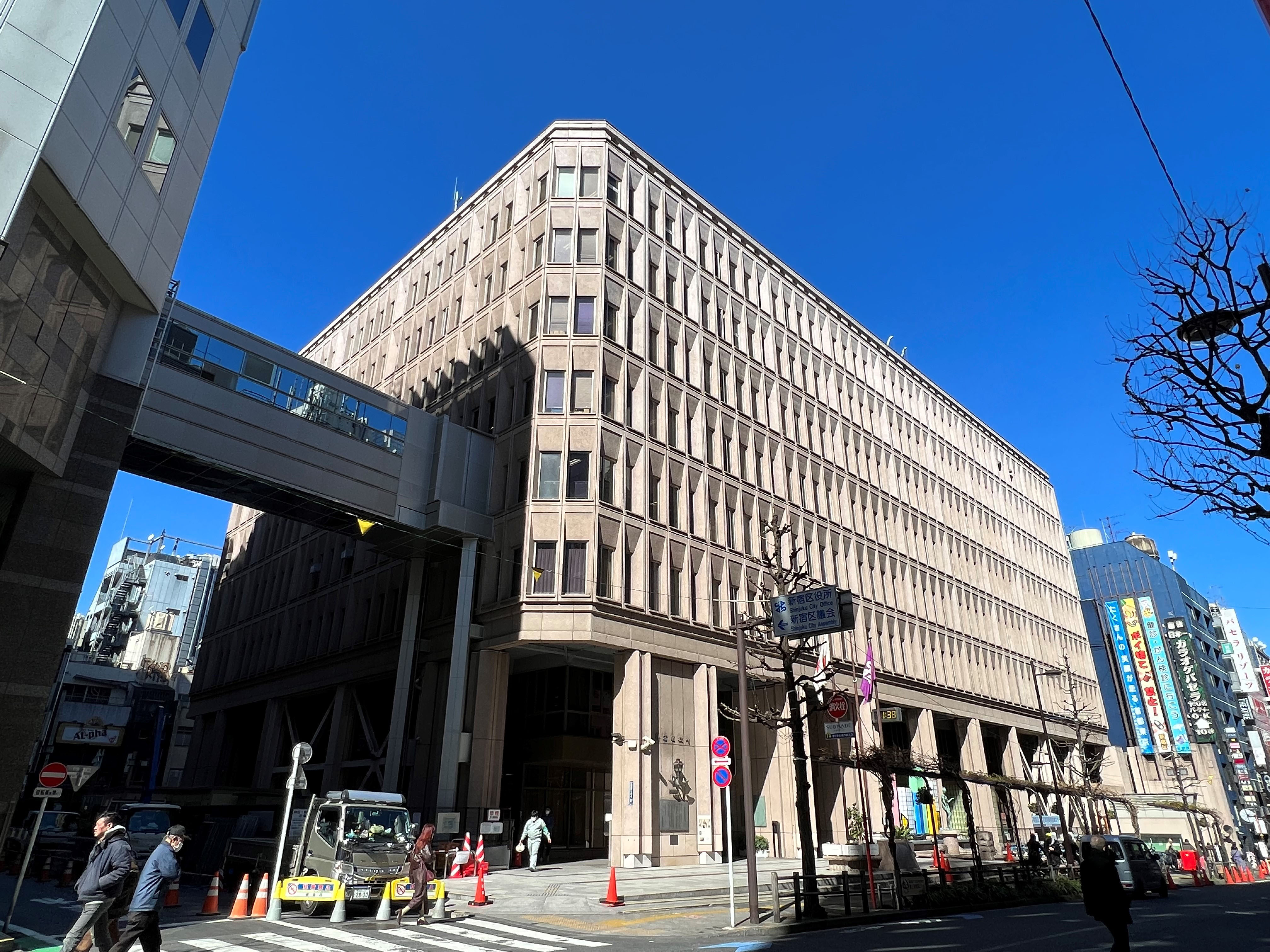
신주쿠구청
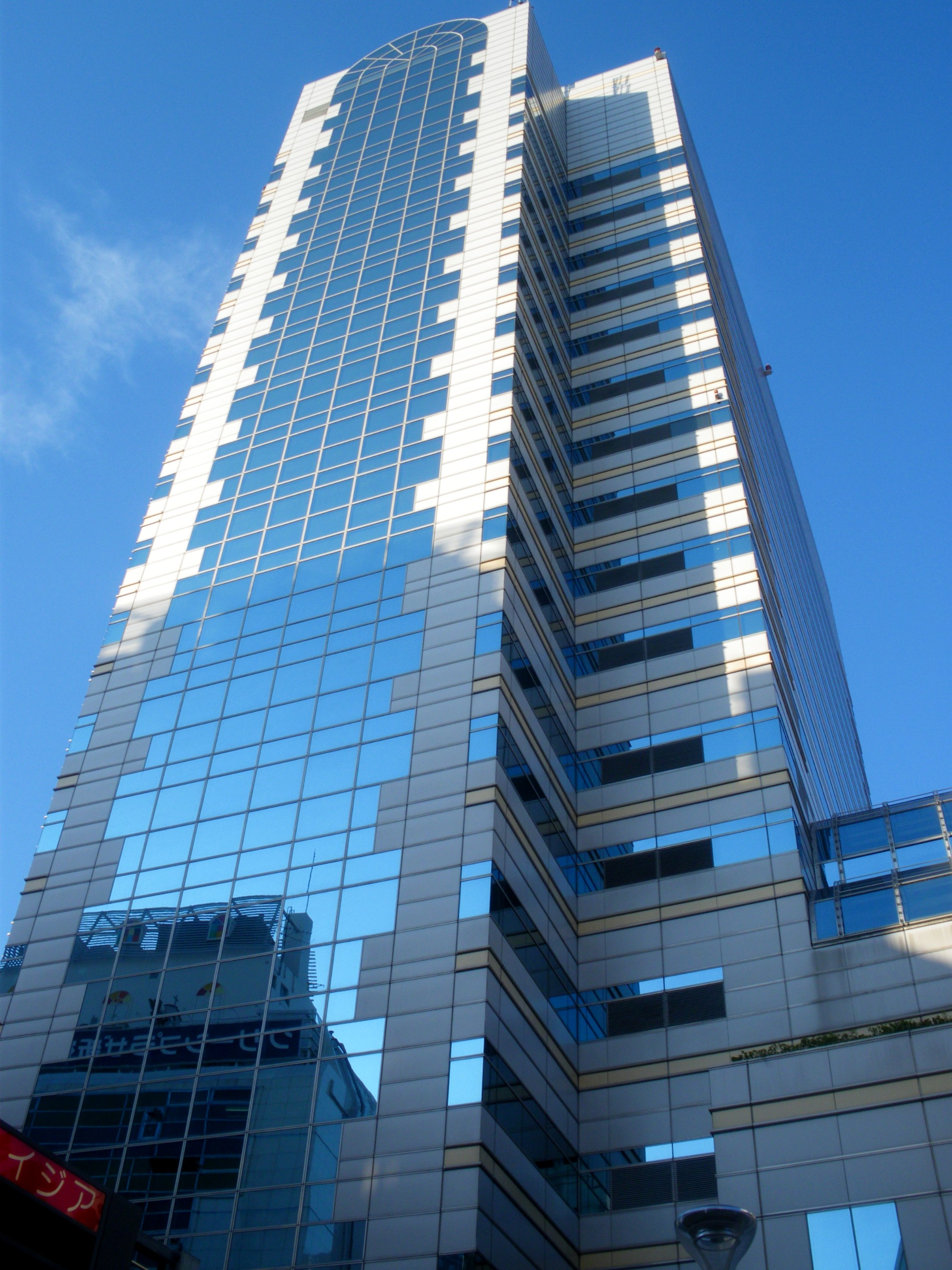
도쿄도 건강 플라자 하이지아(健康プラザ ハイジア)
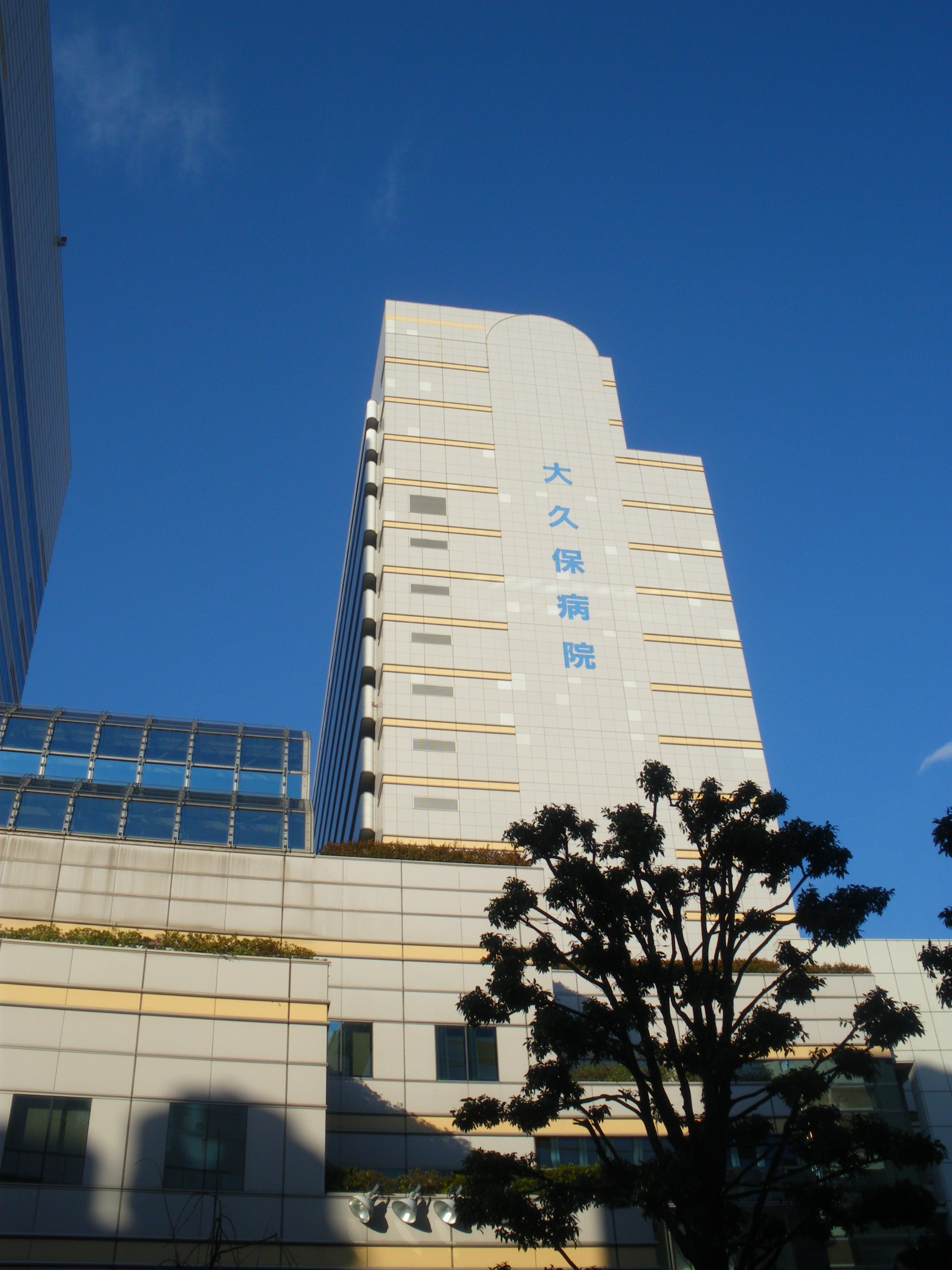
도쿄도립 오쿠보 병원(都立大久保病院)
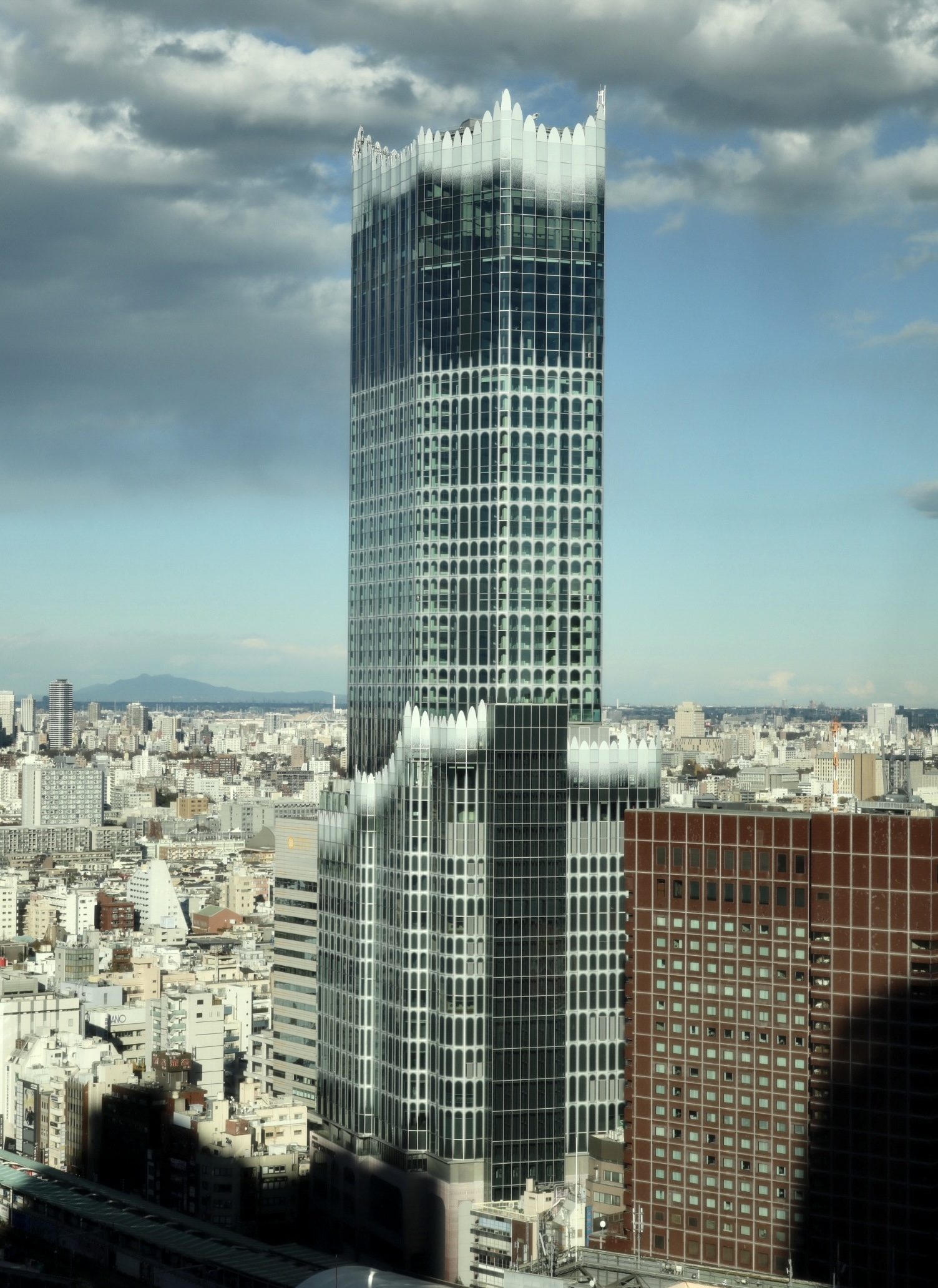
도큐 가부키초 타워(東急歌舞伎町タワー)
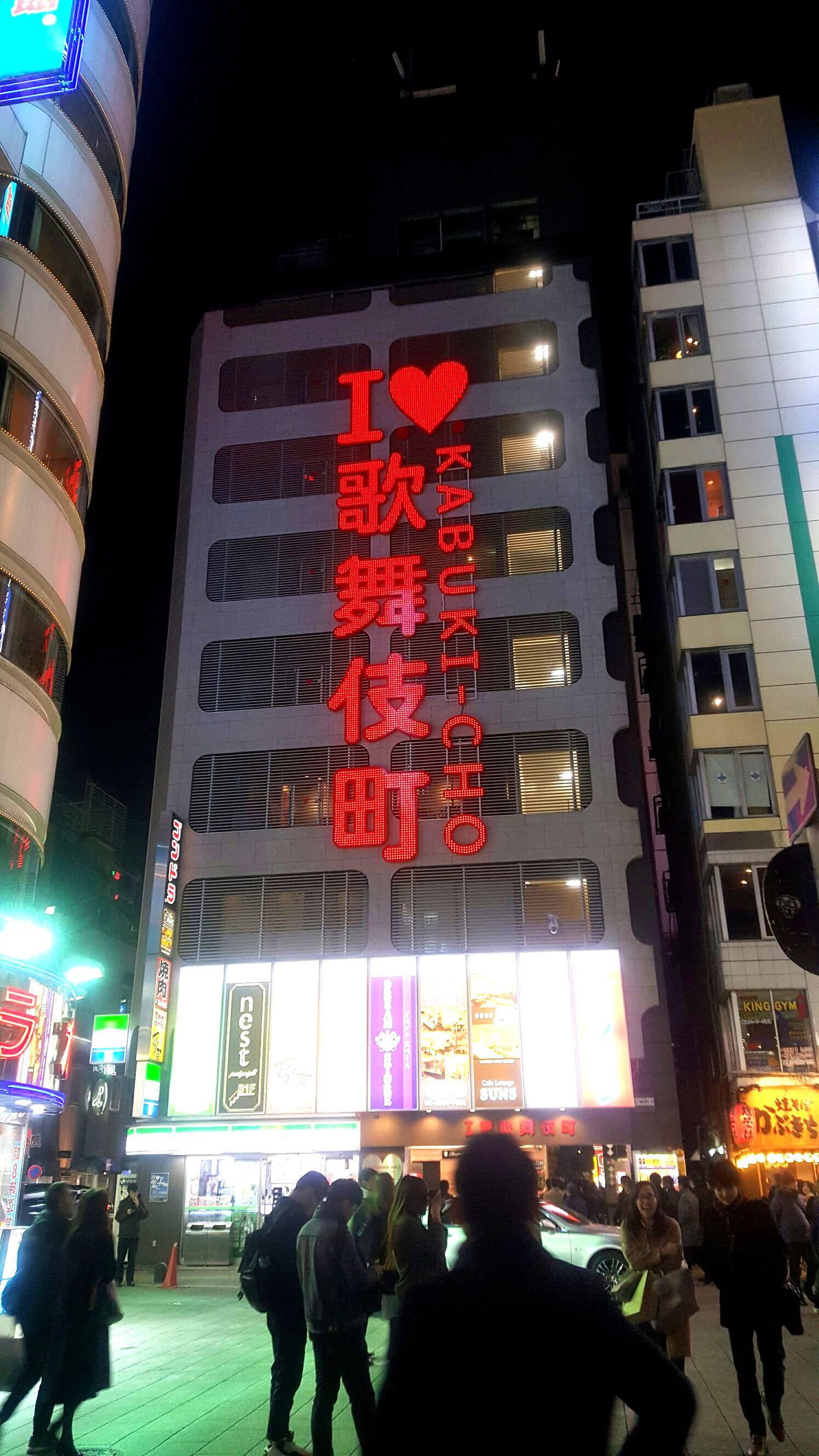
하야시 빌딩의 'I LOVE KABUKI-CHO'
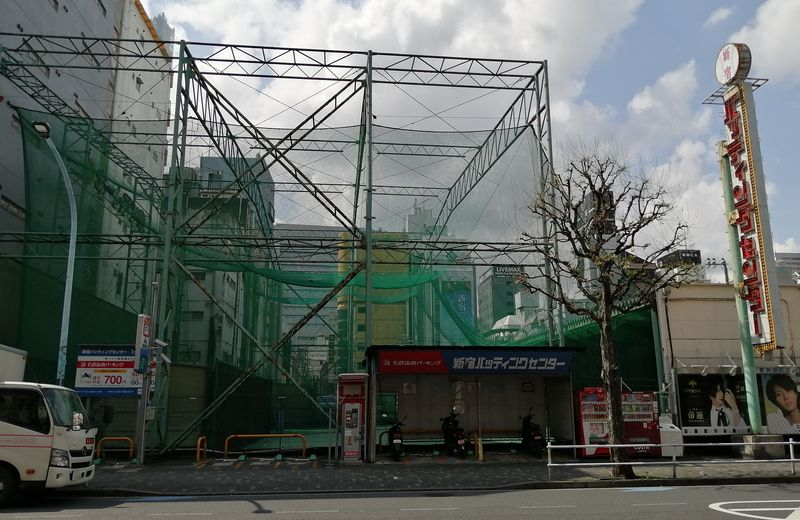
신주쿠 실내야구장
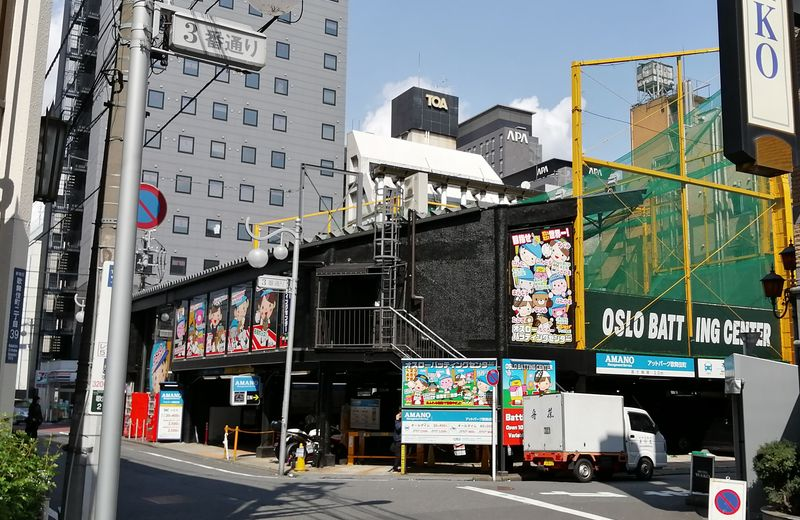
오슬로 실내야구장
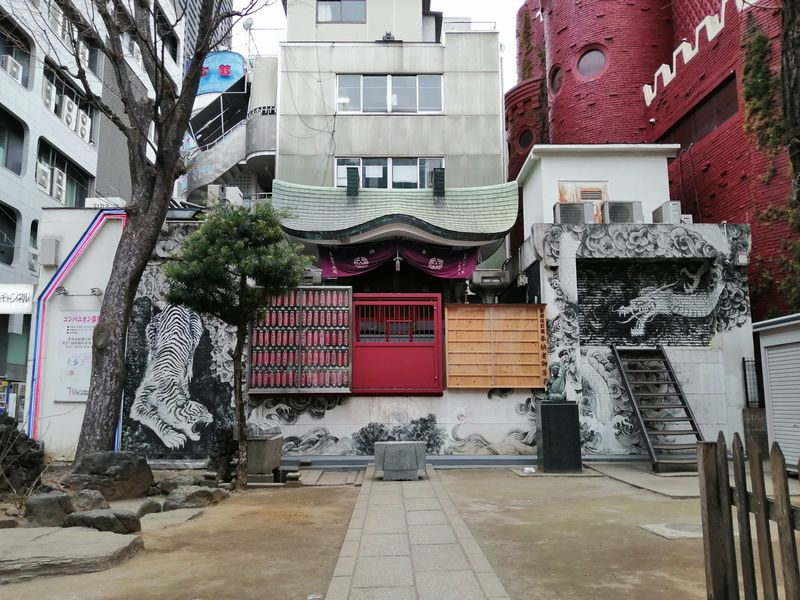
가부키초 벤자이텐(歌舞伎町弁財天)
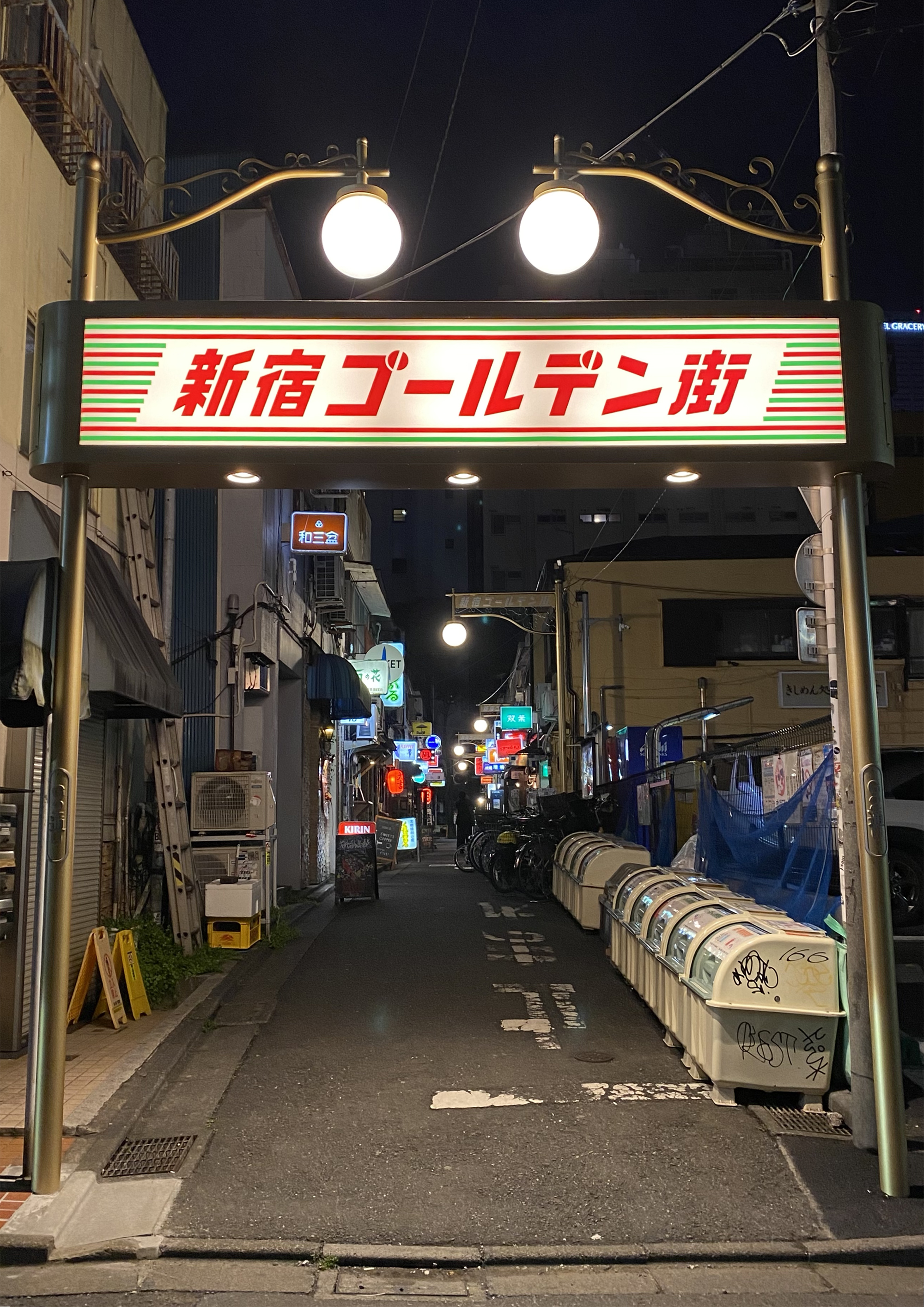
신주쿠 골든가이(ゴールデン街)